# 塞尔达尼亚
塞尔达尼亚（發音：[səɾˈðaɲə] ⓘ，發音：[θeɾˈðaɲa] ⓘ），法语称塞尔达涅（法語：Cerdagne，發音：[sɛʁdaɲ] ⓘ），是比利牛斯山东部的一个自然和历史区域，也是加泰罗尼亚的一个历史县份，分属法国和西班牙。面积1086.07平方千米，其中西班牙占50.3%，法国占49.7%；2001年人口约为26,500人，其中53%居住在西班牙境内。
塞尔达尼亚的西班牙部分称为“下塞尔达尼亚”（或“西班牙塞尔达尼亚”），法国部分称为“上塞尔达尼亚”（或“法国塞尔达尼亚”）。由于《比利牛斯條約》文件的疏忽，利维亚成为了西班牙在法国的飛地，故从地理上看利维亚属于上塞尔达尼亚，但在行政上属于下塞尔达尼亚。